# Цвитанович, Марио
Марио Цвитанович (хорв. Mario Cvitanović; род. 6 мая 1975, Загреб) — хорватский футболист, защитник, и тренер.

## Клубная карьера
В 1995 году Цвитанович начал свою профессиональную карьеру футболиста в Загребе, где выиграл пять подряд национальных чемпионатов с местным «Динамо» (ранее «Кроация»). Затем он провёл четыре сезона в Италии, играя за «Эллас Верону», «Венецию», «Дженоа» и «Наполи», прежде чем перешёл в бельгийскую команду Жерминаль Беерсхот». После двух сезонов в Бельгии Цвитанович вернулся в «Динамо» для участия в Лиге чемпионов 2006/2007. В 2007 году на правах свободного агента присоединился к немецкой команде «Энерги Котбус», в которой через 2 сезона завершил карьеру футболиста.

## Карьера за сборную
Дебют за национальную сборную Хорватии состоялся 10 октября 1998 года в победном гостевом матче отборочного турнира на чемпионат Европы 2000 против сборной Мальты (4:1), в котором Цвитанович вышел на 88-й минуте, заменив Роберта Ярни. Всего за «шашечных» он провёл 9 матчей. Последним за сборную стал победный домашний матч отборочного турнира на чемпионат мира 2002 против сборной Латвии (4:1).

## Карьера тренера

### «Дианамо» (Загреб)
С 2015 по 2017 год, сменив Ивайло Петева на посту тренера, Цвитанович тренировал дубль загребского «Динамо», во Второй хорватской лиге. 13 июля 2017 года он подписал однолетний контракт в качестве главного тренера основной команды «Динамо». 21 сентября 2017 года Цвитанович был жестоко избит двумя нападавшими в масках перед своей квартирой в Загребе, а 10 марта 2018 года расторг свой контракт с «Динамо Загреб» после двух последовательных поражений от «Риеки» и «Локомотивы», оба из которых были со счетом 1:4.

### «Аль-Вахда» (Мекка)
2 июля 2019 года был назначен новым главным тренером саудовского клуба «Аль-Вахда».

### «Шибеник»
В сентябре 2022 года Цвитанович был назначен главным тренером «Шибеника», сменив Дамира Чанади, но тот же Дамир Чанади сменил его 31 января 2023 года.

## Достижения

### Как игрок
«Динамо» (Загреб)
- Чемпион Хорватии: 1995/96, 1996/97, 1997/98, 1998/99, 1999/2000, 2006/07
- Обладатель Кубка Хорватии: 1995/96, 1996/97, 1997/98, 2006/07
- Обладатель Суперкубка Хорватии: 2004/05

«Беерсхот»
- Обладатель Кубка Бельгии: 2004/05